# Yigal Arnon
Yigal Arnon (9 de diciembre de 1929 en Tel Aviv - 27 de abril de 2014) fue un abogado israelí y fundador de Yigal Arnón & Co., una de las firmas de abogados más grandes de Israel. Arnón recibió su Maestría en Derecho título de la Universidad Hebrea de Jerusalén en 1953, y fue admitido en el Colegio de Abogados de Israel en 1954. Sobre los amigos israelíes de la Universidad Hebrea de Jerusalén, el sitio web, se le describe como uno de los principales juristas de Israel.
Sirvió como el presidente del Primer Banco Internacional de Israel, el quinto banco más grande de Israel, entre 1987 y 2000, seguido de convertirse en presidente de FIBI Holdings Ltd.; Presidente de la Junta de Gobernadores de la Universidad Hebrea; y Presidente de Arkia Israel Airlines, el segundo avión más grande de Israel, de la que se informó poseer casi el 20%. Los activos de Arnon se estimaron en alrededor de 50 millones de dólares estadounidenses. 
Arnon era conocido por representar a los intereses de Israel de los hermanos Safra y representar a Ehud Ólmert y Aryeh Deri en el pasado.

## Otras lecturas
- Magen, Hadas (8 de marzo de 2006). «Yigal Arnon demands half Piotrkowsky's Cellcom shares... (free article preview)». Globes. Consultado el 18 de enero de 2007. (enlace roto disponible en Internet Archive; véase el historial, la primera versión y la última).